# Duumvirat
|  | Per a la magistratura romana vegeu duumvir |

Un duumvirat és una aliança entre dues forces polítiques o caps militars.
Andorra és tècnicament un duumvirat en el qual els coprínceps d'Andorra són el president de la República Francesa i el bisbe de la diòcesi d'Urgell.